# Hugo Banzer Suárez
Hugo Banzer Suárez (ur. 10 maja 1926 w Concepción, zm. 5 maja 2002 w Santa Cruz de la Sierra) – boliwijski generał i działacz polityczny, prezydent Boliwii w latach 1971–1978 (dyktator) i 1997–2001 (konstytucyjny). Był krótkofalowcem, posiadał znak CP1CL.

## Życiorys

### Wczesne życie, początek kariery wojskowej
Pochodził z rodziny niemieckich imigrantów. Ukończył szkoły wojskowe w Boliwii, Argentynie, Brazylii i USA (m.in. Szkołę Kawalerii Pancernej w Fort Hood). Po powrocie do kraju uzyskał w 1961 roku stopień pułkownika. W 1964 roku wziął udział w przewrocie wojskowym, który obalił rząd Narodowego Ruchu Rewolucyjnego, istniejący od rewolucji boliwijskiej z 1952 roku. Nowy prezydent, gen. René Barrientos, mianował go ministrem oświaty i kultury. W latach 1967–1969 był attaché wojskowym w Waszyngtonie. Następnie został dyrektorem boliwijskiej akademii wojskowej w La Paz. W tym czasie zaangażował się w działalność polityczną, sytuując się po prawej stronie boliwijskiej generalicji, która rządziła krajem.

### Dyktator Boliwii
W 1970 roku, stanął na czele nieudanego zamachu stanu popieranego przez USA. Po jego upadku zbiegł do Argentyny, ale nie zrezygnował z prezydenckich ambicji. 18 sierpnia Banzer ze wsparciem USA i Brazylii powrócił potajemnie do Boliwii. Następnego dnia doszło do wybuchu buntu jego zwolenników, w stolicy zbuntowani wojskowi ogłosili go prezydentem. 21 sierpnia powstała junta wojskowa składająca się z pułkownika Andrew Selich Chop, generała Jaime Mendieta Florentino Vargasa oraz samego Banzera. Dzień później junta przekazała mu urząd prezydenta z pełnymi uprawnieniami. Po przejęciu przez niego władzy doszło do walk z oddziałami lewicowymi, w wyniku starć w dwóch największych miastach kraju zginęło 100 osób. Zamach stanu w Santa Cruz dokonany przez Banzera był 187. zamachem stanu w 146-letniej historii Boliwii. Zamach został dobrze przyjęty przez rząd USA nieakceptujący nacjonalistycznej polityki poprzedniego prezydenta, Torresa. Banzer zakazał działania partii lewicowych, zawiesił działalność związku zawodowego Central Obrera Boliviana (COB), kierowanego przez Juana Lechín Oquendo. Banzer próbował ukryć autorytaryzm rządu poprzez budowanie własnego systemu prawnego pod pretekstem walki z partyzantką. Uzyskał poparcie umiarkowanie prawicowego Narodowego Ruchu Rewolucyjnego byłego prezydenta Víctora Paz Estenssora i skrajnie prawicowej (falangizm) Boliwijskiej Falangi Socjalistycznej, kierowanej przez Mario Gutiérreza. Obydwie partie utworzyły Nacjonalistyczny Front Ludowy (NFP). Gutierrez z Falangi mianowany został w 1972 roku ministrem spraw zagranicznych. 
Junta rozpoczęło represjonowanie wielu przeciwstawnych grup. 23 listopada 1972 roku dyktator ogłosił stan wyjątkowy, który zakazał strajków pracowniczych. Niepokój Banzera wywołał rzekomy nieudany spisek ministra spraw wewnętrznych, Selicha, który w grudniu 1971 roku został bez wyjaśnień odwołany ze stanowiska. Andrés Selich został odwołany z armii w maju 1972 roku, a rok później aresztowany i pobity na śmierć. Według obserwatorów minister wiedział o nadużyciach i przestępstwach popełnionych przez dyktatora. W 1973 roku utworzony z inicjatywy junty FNP przeszedł do obozu opozycji, oskarżając tym samym Banzera o próbę zaprowadzenia prywatnej dyktatury. MNR opuścił rząd w grudniu. 9 listopada 1974 roku Banzer zdelegalizował wszystkie partie polityczne i związki zawodowe oraz utworzył rząd czysto wojskowy. Obiecane przez juntę wybory zostały przełożone. Banzer zachęcał zagranicznych inwestorów do inwestycji w Boliwii. Jego rządy doprowadziły do ograniczenia swobód konstytucyjnych i represji związków zawodowych doprowadziło do sprzeciwu liderów związków, duchownych, chłopów i studentów. Każdy sprzeciw poddany był represjom. W 1974 roku rząd przeżył dwa zamachy stanu oraz stłumił powstanie chłopskie.
Po coraz większych represjach w Boliwii, mnożyć zaczęły się zarzuty wobec dyktatury Banzera. Międzynarodowy Trybunał Zbrodni Wojennych oskarżył reżim o rażące naruszenia praw człowieka, liczne przypadki tortur, zatrzymania pozasądowe i przymusowe wysiedlenia lokalnych społeczności. Do końca istnienia rządu nie mniej niż 35 000 Boliwijczyków dotkniętych zostało represjami, około 500 zostało zamordowanych lub porwanych. Radykalnie prawicowe poglądy Banzera zbliżyły go do innych dyktatur w regionie, szczególnie Brazylii, która do pewnego stopniu pozwoliła złagodzić międzynarodową izolację Boliwii. Po przejęciu władzy w Chile przez Augusto Pinocheta udało mu się 8 lutego 1975 roku nawiązać stosunki z tym krajem, po ponad trzynastoletnim zerwaniu stosunków. Na gruncie współpracy z juntą chilijską Boliwia wzięła udział w operacji Kondor skierowanej przeciwko demokratycznej opozycji w Ameryce Łacińskiej. W zwalczaniu lewicowej opozycji rząd Banzera wspierały dyktatury Argentyny, Urugwaju i Paragwaju. W czerwcu 1976 roku w Buenos Aires zamordowany został były prezydent Juan José Torres, za zabójstwo odpowiedzialne były służby wywiadowcze Suáreza i argentyńskiego dyktatora Jorge Rafaela Videla. Boliwijska dyktatura cieszyła się coraz mniejszym poparciu Stanów Zjednoczonych; prezydent USA z ramienia demokratów, Jimmy Carter, skrytykował nieprzestrzeganie praw człowieka przez reżim Boliwii. 
Początkowo w sferze gospodarczej Banzer nie odszedł od modelu etatystycznego. Po złym planowaniu gospodarczym Boliwia znalazła się w kryzysie gospodarczym; rząd rozpoczął selektywną liberalizację i prywatyzację, w krótkim czasie do 1976 roku Boliwii udało się uzyskać wzrost sięgający 5% PKB. Dobra passa gospodarcza kraju skończyła się w 1978 roku, gdy coraz bardziej osłabiona gospodarka kraju musiała zaciągać zagraniczne kredyty. W tym roku zobowiązania finansowe Boliwii sięgnęły 94% PKB.
Pod presją opozycji 9 listopada 1977 roku rząd zapowiedział pierwsze od 12 lat wybory parlamentarne. Na swojego następcę wybrał generała Juana Perede Asbúna, który prowadził w wyborach Ludową Unię Nacjonalistyczną, składającą się z dotychczasowych członków junt. Wybory odbyły się 9 lipca 1978 roku i po serii fałszerstw wyborczych (oddano o 50 000 więcej głosów więcej niż było zarejestrowanych wyborców) wygrała je Ludowa Unia Nacjonalistyczna. 21 lipca władzę w kraju przejął Asbún. Stopniowo odsuwał on od władzy Banzera, który w efekcie zniknął z krajowej polityki i objął funkcję ambasadora w Buenos Aires.

### W demokratycznej Boliwii
W nowej sytuacji politycznej gen. Hugo Banzer Suárez utworzył własne konserwatywno-nacjonalistyczne ugrupowanie polityczne pod nazwą Narodowa Akcja Demokratyczna, ugrupowanie odwoływało się do doktryny społecznej Kościoła katolickiego i postulowało przejście od kapitalizmu państwowego do ekonomii rynkowej. Startowało ono w wyborach parlamentarnych w 1979 i 1980 roku, osiągając trzeci wynik w kraju. W latach 1982–1985 pozostało w opozycji do rządu się Hernána Silesa Zuazo. Natomiast za rządów Víctora Paza Estenssoro zajmowało bardziej umiarkowane stanowisko, zawierając z nim tzw. "Pakt dla Demokracji". Poparło jego liberalne reformy gospodarcze, ograniczenie władzy związków zawodowych i zredukowanie aparatu państwowego. W wyborach w 1989 roku osiągnęło już drugą pozycję, podobnie jak w 1993 roku.
W 1997 roku wygrało wybory, przez co gen. Hugo Banzer Suárez został konstytucyjnym prezydentem i sformował prawicową koalicję rządową 5 partii, które zawarły "kompromis dla Boliwii". Wdrożył kontrowersyjny program zlikwidowania upraw tradycyjnie hodowanej przez Boliwijczyków koki, co miało doprowadzić do zahamowania nielegalnego handlu narkotykami. Administracja prezydenta oskarżana była o korupcję i nepotyzm. W kraju doszło do licznych strajków generalnych wzywających rząd do dymisji. Z powodu wykrycia raka płuca zmuszony był wycofać się z polityki 7 sierpnia 2001 roku, zastąpiony został przez dotychczasowego wiceprezydenta Jorge Quirogę. Zmarł w 2002 roku w Santa Cruz de la Sierra.